# 24. Golden Globe-gála
A 24. Golden Globe-gálára 1967. február 15-én került sor, az 1966-ban mozikba, vagy képernyőkre került amerikai filmeket, illetve televíziós sorozatokat díjazó rendezvényt a kaliforniai Beverly Hillsben, a Beverly Hilton Hotelben tartották meg.
A 24. Golden Globe-gálán Charlton Heston vehette át a Cecil B. DeMille-életműdíjat.

## Filmes díjak
A nyertesek félkövérrel jelölve.
| Legjobb filmes díjak | Legjobb filmes díjak |
| Legjobb filmdráma | Legjobb vígjáték vagy zenés film |
| --- | --- |
| - Egy ember az örökkévalóságnak - Elza, a vadon szülötte - Szerencsevadászok - Homokkavicsok - Nem félünk a farkastól                                                                                       | - Jönnek az oroszok! Jönnek az oroszok! - Ez mind megtörtént útban a Fórum felé - Gyalogáldozat - El a kezekkel a feleségemtől! - Te már nagy kisfiú vagy                                                                     |
| Legjobb filmes alakítások (filmdráma) | |
| Színész | Színésznő |
| - Paul Scofield – Egy ember az örökkévalóságnak - Richard Burton – Nem félünk a farkastól - Michael Caine – Alfie – Szívtelen szívtipró - Steve McQueen – Homokkavicsok - Max von Sydow – Hawaii            | - Anouk Aimée – Egy férfi és egy nő - Ida Kamińska – Üzlet a korzón - Virginia McKenna – Elza, a vadon szülötte - Elizabeth Taylor – Nem félünk a farkastól - Natalie Wood – Ez a ház bontásra vár                            |
| Legjobb filmes alakítások (vígjáték vagy zenés film) | |
| Színész | Színésznő |
| - Alan Arkin – Jönnek az oroszok! Jönnek az oroszok! - Alan Bates – Georgy Girl - Michael Caine – Gyalogáldozat - Lionel Jeffries – The Spy with a Cold Nose - Walter Matthau – Sógorom, a zugügyvéd        | - Lynn Redgrave – Georgy Girl - Jane Fonda – Any Wednesday - Elizabeth Hartman – Te már nagy kisfiú vagy - Shirley MacLaine – Gyalogáldozat - Vanessa Redgrave – Morgan – A Suitable Case for TreatMent                       |
| Legjobb mellékszereplők (filmdráma, vígjáték vagy zenés film) | |
| Színész | Színésznő |
| - Richard Attenborough – Homokkavicsok - Mako – Homokkavicsok - John Saxon – Kaland Mexikóban - George Segal – Nem félünk a farkastól - Robert Shaw – Egy ember az örökkévalóságnak                         | - Jocelyne LaGarde – Hawaii - Sandy Dennis – Nem félünk a farkastól - Vivien Merchant – Alfie – Szívtelen szívtipró - Geraldine Page – Te már nagy kisfiú vagy - Shelley Winters – Alfie – Szívtelen szívtipró                |
| Egyéb | |
| Legjobb rendező | Legjobb forgatókönyv |
| - Fred Zinnemann – Egy ember az örökkévalóságnak - Lewis Gilbert – Alfie – Szívtelen szívtipró - Claude Lelouch – Egy férfi és egy nő - Mike Nichols – Nem félünk a farkastól - Robert Wise – Homokkavicsok | - Robert Bolt – Egy ember az örökkévalóságnak - Bill Naughton – Alfie – Szívtelen szívtipró - William Rose – Jönnek az oroszok! Jönnek az oroszok! - Robert Anderson – Homokkavicsok - Ernest Lehman – Nem félünk a farkastól |
| Legjobb eredeti filmzene | Legjobb eredeti filmbetétdal |
| - Elmer Bernstein – Hawaii - Francis Lai – Egy férfi és egy nő - Maurice Jarre – Párizs ég? - Toshiro Mayuzumi – A Biblia - Jerry Goldsmith – Homokkavicsok                                                 | - „Strangers in the Night” – A Man Could Get Killed - „Alfie” – Alfie – Szívtelen szívtipró - „Born Free” – Elza, a vadon szülötte - „Georgy Girl” – Georgy Girl - „A Man and a Woman” – Egy férfi és egy nő                  |
| Legjobb idegen nyelvű film (eredeti nyelvű) | Legjobb idegen nyelvű film (angol nyelvű) |
| - Egy férfi és egy nő – Franciaország - Hölgyek és urak – Olaszország - Hamlet – Szovjetunió - Pas question le samedi – Franciaország - Egy szöszi szerelme – Csehszlovákia                                 | - Alfie – Szívtelen szívtipró |

## Televíziós díjak
A nyertesek félkövérrel jelölve.
| Legjobb televíziós sorozat | Legjobb televíziós sorozat |
| --- | --- |
| - I Spy - The Fugitive - The Man from U.N.C.L.E. - Run for Your Life - That Girl                                                                        | |
| Legjobb alakítás televíziós sorozatban | |
| Színész | Színésznő |
| - Dean Martin – The Dean Martin Show - Bill Cosby – I Spy - Robert Culp – I Spy - Ben Gazzara – Run for Your Life - Christopher George – The Rat Patrol | - Marlo Thomas – That Girl - Phyllis Diller – The Pruitts of Southampton - Barbara Eden – I Dream of Jeannie - Elizabeth Montgomery – Bewitched - Barbara Stanwyck – The Big Valley |

## Különdíjak

### Cecil B. DeMille-életműdíj
A Cecil B. DeMille-életműdíjat Charlton Heston vehette át.

## Fordítás
Ez a szócikk részben vagy egészben  a(z)   24th Golden Globe Awards című angol Wikipédia-szócikk fordításán alapul.  Az eredeti cikk szerkesztőit annak laptörténete sorolja fel. Ez a jelzés csupán a megfogalmazás eredetét és a szerzői jogokat jelzi, nem szolgál a cikkben szereplő információk forrásmegjelöléseként.